# The Troop
The Troop est une série télévisée en coproduction américaine et canadienne en quarante épisodes de 24 minutes créée par Max Burnett, Greg Coolidge et Chris Morgan, diffusée entre le 12 septembre 2009 et le 8 mai 2013 sur Nickleodeon.
Cette série est inédite dans tous les pays francophones.

## Distribution

### Acteurs principaux
- Nick Purcell (de) : Jake Collins
- Gage Golightly : Haylee Steele
- David Del Rio : Felix Garcia
- John Marshall Jones : Mr. Stockley
- Victoria Justice : Eris Fairy (saison 1 )
- Malese Jow : Cadence Nash (saison 2)
- Matt Shively : Kirby Bancroft-Cadworth III (saison 2)
- Eduard Witzke : Etienne